# Steinreihe von Lackanagoneeny
Die Steinreihe von Lackanagoneeny (irisch Leaca na gCoiníní, „Hang der Kaninchen“) liegt auf einem kleinen Plateau, etwa 1,0 km nordöstlich des Zusammenflusses des Gortnageragh River mit dem größeren River Bilboa, 6,0 km nördlich von Cappamore, (irisch An Cheapach Mhór) im Osten des County Limerick in Irland.
Die Nord-Süd orientierte Steinreihe, lokal auch als „The three Stones“, bekannt, besteht aus drei rundlichen Steinen im Abstand von  etwa 1,0 m. Ein vierter Stein steht als Ausreißer (englisch outlier) etwa 5,0 m südwestlich. Die von Quarz durchzogenen Felsblöcke erreichen Höhen von etwa 2,0 m (Nordstein), 1,5 m (der leicht geneigte Mittelstein) und 1,7 m (Südstein). Kleine Felsbrocken, deren Zweck unklar ist, liegen in der Nähe der Basis der Steine. Der vierte Stein ist spitzer als die anderen und etwa 1,2 m hoch. Ein Cairn liegt etwa 25,0 m südöstlich.